# Dańków (Łódź)
Pour les articles homonymes, voir Dańków.
Dańków est une localité polonaise de la gmina de Biała Rawska, située dans le powiat de Rawa Mazowiecka en voïvodie de Łódź.